# Grand Prix-seizoen 1937
Het Grand Prix-seizoen 1937 was het vijfde Grand Prix-jaar waarin het Europees kampioenschap werd verreden. Het seizoen begon op 14 februari en eindigde op 31 oktober na vijf Grands Prix voor het Europese kampioenschap en 22 andere races. Rudolf Caracciola werd kampioen met drie overwinningen.
Dit was dan wel het laatste seizoen met de 750 kg formule (exclusief coureur, brandstof, aardolie, water en banden). In 1938 zouden de regels door de AIACR veranderen. De nieuwe regels voor de periode 1938-1946 waren het toestaan van maximaal 3 liter motoren (met supercharger(s)) of 4.5 liter motoren (zonder supercharger(s)). En de auto's moesten van 1938 tot en met 1946 minimaal 850 kg wegen (inclusief banden).
Het seizoen van 1937 had de krachtigste motoren in gebruik voor de Tweede Wereldoorlog: de Mercedes-Benz W125 de krachtigste was met zo'n ongeveer 600 pk waardoor die auto makkelijk +320 km/u als topsnelheid had. Gevolgd door de Auto Union type C met zo'n 520 pk. En het duurde nog tot de jaren '80 voordat het vermogen van de Mercedes-Benz W125 werd overschreden in de Formule 1-klasse, toen turbo's vaak voorkwamen in de Formule 1.

## Kalender

### Europees kampioenschap
| Ronde | Datum        | Grand Prix  | Circuit           | Winnaar                 | Constructeur  | Verslag |
| ----- | ------------ | ----------- | ----------------- | ----------------------- | ------------- | ------- |
| 1     | 11 juli      | België      | Spa-Francorchamps | Rudolf Hasse            | Auto-Union    | verslag |
| 2     | 25 juli      | Duitsland   | Nürburgring       | Rudolf Caracciola       | Mercedes-Benz | verslag |
| 3     | 8 augustus   | Monaco      | Monaco            | Manfred von Brauchitsch | Mercedes-Benz | verslag |
| 4     | 22 augustus  | Zwitserland | Bremgarten        | Rudolf Caracciola       | Mercedes-Benz | verslag |
| 5     | 12 september | Italië      | Livorno           | Rudolf Caracciola       | Mercedes-Benz | verslag |

### Niet-kampioenschapsraces
| Datum        | Land             | Racenaam                      | Circuit           | Winnaar               | Constructeur  | Verslag |
| ------------ | ---------------- | ----------------------------- | ----------------- | --------------------- | ------------- | ------- |
| 14 februari  | Zweden           | Flatenloppet                  | Flaten            | Eugen Bjørnstad       | Alfa Romeo    | verslag |
| 18 april     | Italië           | Turijn Circuit                | Valentino Park    | Antonio Brivio        | Alfa Romeo    | verslag |
| 25 april     | Italië           | Grand Prix van Napels         | Posillipo         | Giuseppe Farina       | Alfa Romeo    | verslag |
| 1 mei        | Groot-Brittannië | Campbell Trophy               | Brooklands        | Birabongse Bhanubandh | Delage        | verslag |
| 9 mei        | Italië           | Grand Prix van Tripoli        | Mellaha           | Hermann Lang          | Mercedes-Benz | verslag |
| 9 mei        | Finland          | Grand Prix van Finland        | Eläintarharata    | Hans Ruesch           | Alfa Romeo    | verslag |
| 16 mei       | België           | Grand Prix des Frontières     | Chimay            | Hans Ruesch           | Alfa Romeo    | verslag |
| 30 mei       | Duitsland        | Avusrennen                    | AVUS              | Hermann Lang          | Mercedes-Benz | verslag |
| 30 mei       | Italië           | Superba Circuit               | Genua             | Carlo Felice Trossi   | Alfa Romeo    | verslag |
| 30 mei       | Roemenië         | Grand Prix van Boekarest      | Boekarest         | Hans Ruesch           | Alfa Romeo    | verslag |
| 6 juni       | Brazilië         | Grand Prix van Rio de Janeiro | Gávea             | Carlo Maria Pintacuda | Alfa Romeo    | verslag |
| 13 juni      | Duitsland        | Eifelrennen                   | Nürburgring       | Bernd Rosemeyer       | Auto-Union    | verslag |
| 20 juni      | Italië           | Grand Prix van Milaan         | Milaan            | Tazio Nuvolari        | Alfa Romeo    | verslag |
| 5 juli       | Verenigde Staten | Vanderbilt Cup                | Roosevelt Raceway | Bernd Rosemeyer       | Auto-Union    | verslag |
| 25 juli      | Portugal         | Vila Real Circuit             | Vila Real         | Vasco do Sameiro      | Alfa Romeo    | verslag |
| 15 augustus  | Italië           | Coppa Acerbo                  | Pescara           | Bernd Rosemeyer       | Auto-Union    | verslag |
| 15 augustus  | Portugal         | Estoril Circuit               | Estoril           | Manoel de Oliveira    | Ford          | verslag |
| 28 augustus  | Groot-Brittannië | Junior Car Club 200 mijlsrace | Donington Park    | Arthur Dobson         | ERA           | verslag |
| 26 september | Tsjechoslowakije | Grand Prix van Masaryk        | Brno              | Rudolf Caracciola     | Mercedes-Benz | verslag |
| 2 oktober    | Groot-Brittannië | Grand Prix van Donington      | Donington Park    | Bernd Rosemeyer       | Auto-Union    | verslag |
| 16 oktober   | Groot-Brittannië | Mountain Championship         | Brooklands        | Hans Ruesch           | Alfa Romeo    | verslag |
| 31 oktober   | Finland          | Kalastajatorpanajo            | Helsinki          | Karl Ebb              | Mercedes-Benz | verslag |

1894 · 1895 · 1896 · 1897 · 1898 · 1899 · 1900 · 1901 · 1902 · 1903 · 1904 · 1905 · 1906 · 1907 · 1908 · 1909 · 1910 · 1911 · 1912 · 1913 · 1914 · 1915 · 1916 · Eerste Wereldoorlog · 1919 · 1920 · 1921 · 1922 · 1923 · 1924 · 1925 · 1926 · 1927 · 1928 · 1929 · 1930 · 1931 · 1932 · 1933 · 1934 · 1935 · 1936 · 1937 · 1938 · 1939 · 1940-1945 (Tweede Wereldoorlog) · 1946 · 1947 · 1948 · 1949 
 Lijst van Grand Prix-wedstrijden voor 1950